# ژنرال اسپنکی
ژنرال اسپنکی (انگلیسی: General Spanky) یک فیلم کمدی آمریکایی به کارگردانی فرد سی. نیومیر و گوردون داگلاس و تهیه‌کنندگی هال روچ است که در سال ۱۹۳۶ منتشر شد.

## بازیگران
- اسپنکی مک‌فارلند
- فیلیپس هولمز
- روزینا لارنس
- کارل اسویتسر
- رالف مورگن
- اروینگ پیکل
- هوبرت باسورث
- لوئیز بیورز
- ویلی بست
- هری برنارد
- جک هیل
- بیلی توماس
- یوجین گوردون لی
- جری تاکر